# L'Assommoir (film, 1933)
Pour les articles homonymes, voir Assommoir (homonymie).
Pour plus de détails, voir Fiche technique et Distribution.
L'Assommoir est un film français réalisé par Gaston Roudès, sorti en 1933.

## Synopsis
Paris, à partir de 1852. Les malheurs et la déchéance de Gervaise, blanchisseuse abandonnée avec son fils Étienne par son amant Lantier. Elle devient la femme de Coupeau, brave ouvrier couvreur qu'un accident voue à l'inaction, l'alcoolisme et la maladie. Ils ont une fille, Nana. Malgré son courage et aussi l'amitié et l'amour du forgeron Goujet, Gervaise ne peut lutter contre la dégradation de Coupeau qui saccage la blanchisserie durement acquise qui était sa raison de vivre. La haine et la perfidie de Virginie, à qui la liait une vieille histoire et la condition sociale des ouvriers de l'époque, la font sombrer dans l'alcoolisme, alors que la petite Nana est livrée à elle-même dans la rue 

## Fiche technique
- Titre : L'Assommoir
- Réalisation : Gaston Roudès
- Scénario : Gaston Roudès, d'après le roman d'Émile Zola
- Photographie : André Bac, Scarciafico Hugo et François Timmory
- Décors : Claude Bouxin et Robert-Jules Garnier
- Son : Georges de Cespédès
- Musique : Paddy
- Société de production : Compagnie parisienne cinématographique
- Pays d'origine :  France
- Durée : 105 minutes
- Date de sortie : France, 23 juin 1933

## Distribution
- Daniel Mendaille : Coupeau
- Line Noro : Gervaise
- France Dhélia : Lantier
- Henri Bosc : Virginie
- Alexandre Rignault : Gouget
- Titys : Bibi
- André Siméon : Bec sale
- Marthe Mussine : Augustine
- Marthe Mellot : Mme Gouget